# 罗布·沃德尔
罗布·沃德尔（英語：Rob Waddell，1975年1月7日—），新西兰男子赛艇运动员。他曾代表新西兰参加1996年、2000年和2008年夏季奥林匹克运动会赛艇比赛，其中2000年奥运会获得一枚金牌。